# Кинциг (Мајна)
Кинзиг је река у немачкој савезној држави Хесен и целим својим током протиче кроз Округ Маин-Кинзиг, којем је, деломично, и дала име. Укупна дужина реке је 86 километара а у граду Ханауу се улива у реку Мајну. Први пут се у историјским изворима помиње 815. године под називом „Chinzicha“.

## Географија

### Извориште
Извор Кинцига лежи у подножју планине Штеинфирст (512 м) на око 400 м надморске висине у општини Зинтал.

### Слив
Слив Кинцига је 1058  квадратних километара.
Најзначајније притоке  
Притоке , дужине преко  20 километара дужине, су: Брахт (31,5 km), Гриндау(30,2 km), Залц (29,7 km), Фалбах (24,2 km), Штаинбах (23,2 km)
Градови и општине
Кинциг пролази кроз следеће општинска средишта и градове (од извора према ушћу):Зинтал, Шлихтерн, Штајнау ан дер Штрасе, Бад Зоден-Залминстер, Вехтерсбах, Бибергеминд, Гелнхаузен, Гриндау, Лангенселболд , Роденбах , Ерлензе, Ханау (ушће у Мајну).

## Фауна
У реци Кинциг живе следеће врсте рибе: јегуља, штука, деверика,гргеч,црвенперка,бодорка и смуђ.

## Спољашне везе
- Интерактивна карта